# Frank Finlay
Pour les articles homonymes, voir Finlay.
Francis Finlay, dit Frank Finlay, né le 6 août 1926 à Farnworth (Grand Manchester) et mort le 30 janvier 2016 à Weybridge (Surrey), est un acteur britannique.

## Biographie
Après avoir débuté sur la scène d'un théâtre local, Frank Finlay suit des cours de comédie à la Royal Academy of Dramatic Art. Il se produit ensuite à plusieurs reprises au Royal Court Theatre et au Royal National Theatre. Tout en continuant à jouer au théâtre, il fait des apparitions régulières au cinéma et dans de nombreuses productions de la télévision britannique. Il est nommé à l'Oscar du meilleur acteur dans un second rôle en 1965 pour sa prestation dans le rôle de Iago dans le film Othello réalisé par Stuart Burge. En 1973-1974, il interprète le rôle de Porthos dans le diptyque Les Trois Mousquetaires/On l'appelait Milady réalisé par Richard Lester. Il a été récompensé par le British Academy Television Award du meilleur acteur en 1974 pour ses interprétations d'Adolf Hitler dans The Death of Adolf Hitler et de Sancho Panza dans The Adventures of Don Quixote. Finlay a joué aux côtés de la célèbre actrice italienne Stefania Sandrelli dans La Clef (film, 1983) de Tinto Brass, le film italien le plus réussi de la saison 1983-1984. 
En 2002, il tient l'un de ses derniers rôles à l'écran en interprétant le père du héros dans Le Pianiste réalisé par Roman Polanski. Début 2016, il meurt d'un arrêt cardiaque à son domicile.

## Filmographie partielle

### Cinéma
- 1962 : Le Jour le plus long (The Longest Day) de Ken Annakin, Andrew Marton, Darryl F. Zanuck et Bernhard Wicki
- 1962 : Private Potter (en) de Casper Wrede (en) : Capt Patterson
- 1962 : Accusé, levez-vous (Life for Ruth) de Basil Dearden
- 1962 : La Solitude du coureur de fond  (The Loneliness of the Long Distance Runner) de Tony Richardson
- 1963 : L'Indic (The Informers) de Ken Annakin
- 1963 : Docteur en détresse (Doctor in Distress) de Ralph Thomas
- 1964 : X3, agent secret (Hot Enough for June) de Ralph Thomas
- 1963 : The Comedy Man (en) de Alvin Rakoff
- 1965 : Sherlock Holmes contre Jack l'Éventreur (A Study in Terror) de James Hill
- 1965 : Scotland Yard au parfum (en) (The Jokers) de Michael Winner
- 1965 : Othello de Stuart Burge
- 1966 : Le Dard Mortel (en) (The Deadly Bees) de Freddie Francis
- 1966 : The Sandwich Man de Robert Hartford Davis
- 1967 : Trois milliards d'un coup (Robbery) de Peter Yates
- 1968 : L'Infaillible Inspecteur Clouseau (Inspector Clouseau) de Bud Yorkin
- 1968 : Twisted Nerve de Roy Boulting
- 1968 : Les Souliers de saint Pierre (The Shoes of the Fisherman) de Michael Anderson
- 1970 : Traître sur commande (The Molly Maguires)  de Martin Ritt
- 1970 : Cromwell de Ken Hughes : John Carter
- 1971 : Meurtre à haute tension (Assault) de Sidney Hayers
- 1971 : Gumshoe de Stephen Frears : William
- 1971 : Danny Jones de Jules Bricken : Mr Jones
- 1972 : La Cible hurlante (Sitting Target) de Douglas Hickox
- 1972 : Neither the Sea Nor the Sand de Fred Burnley : George Dabernon
- 1973 : Shaft contre les trafiquants d'hommes (Shaft in Africa) de John Guillermin
- 1973 : Les Trois Mousquetaires (The Three Musketeers) de Richard Lester
- 1974 : On l'appelait Milady (The Four Musketeers) de Richard Lester
- 1978 : Les Oies sauvages (The Wild Geese) d'Andrew V. McLaglen
- 1979 : Meurtre par décret (Murder by Decree) de Bob Clark
- 1979 : Les Vierges damnées (Un'ombra nell'ombra) de Pier Carpi
- 1982 : Enigma de Jeannot Szwarc
- 1982 : Le Retour du soldat (The Return of the Soldier) d'Alan Bridges
- 1983 : Guerres froides (The Ploughman's Lunch) de Richard Eyre
- 1983 : La Clef (La chiave) de Tinto Brass
- 1985 : Lifeforce, l'Étoile du mal (Lifeforce) de Tobe Hooper
- 1989 : Le Retour des Mousquetaires (The Return of the Musketeers) de Richard Lester
- 1990 : Le Roi du vent (King of the Wind) de Peter Duffell
- 1990 : Magie noire (La mansión de los Cthulhu) de Juan Piquer Simon
- 1993 : Mémoire d'un sourire (Storia di una capinera) de Franco Zeffirelli
- 1995 : Gospa de Jakov Sedlar
- 1996 : Tiré à part de Bernard Rapp
- 2001 : The Martins de Tony Grounds
- 2002 : Le Pianiste (The Pianist) de Roman Polanski
- 2002 : Silent Cry de Julian Richards
- 2003 : The Statement de Norman Jewison
- 2004 : Lighhouse Hill de David Fairman : Alfred
- 2007 : The Waiting Room de Roger Goldby : Roger

### Télévision
- 1973 : The Death of Adolf Hitler (dans le rôle d'Adolf Hitler), téléfilm de Rex Firkin, Bafta TV Award 1974 du meilleur acteur[3].
- 1972 : Pas de frontières pour l'inspecteur : Le Milieu n'est pas tendre (Van der Valk und das Mädchen) de Peter Zadek
- 1973 : Pas de frontières pour l'inspecteur : Discrétion absolue (de) (Van der Valk und die Reichen) de Wolfgang Petersen
- 1975 : Pas de frontières pour l'inspecteur : Le Bouc émissaire (Van der Valk und die Toten) de Marcel Cravenne
- 1977 : Count Dracula, mini-série de Philip Saville.
- 1978 : Betzi (dans le rôle de Napoléon Bonaparte), téléfilm de Claude Whatham.
- 1987 : Casanova de Simon Langton
- 1993 : Sherlock Holmes : Le Pince-nez en or (professeur Sergius Coran, Les Mémoires de Sherlock Holmes)
- 1994 : Charlemagne, le prince à cheval de Clive Donner
- 1999 : Le Monde magique des léprechauns (The Magical Legend of the Leprechauns) de John Henderson
- 2000 : Au commencement (In the Beginning) de Kevin Connor, dans le rôle de Dieu
- 2008 : Merlin, Anhora, saison 1 épisode 11

## Distinctions
- Commandeur de l'ordre de l'Empire britannique
- Coquille d'argent du meilleur acteur au Festival international du film de San Sebastián (1966)
- British Academy Television Award du meilleur acteur (1974)